# إف. أ. سامبسون
إف. أ. سامبسون هو عسكري كندي، ولد في 1906، وتوفي في 1992.